# Жиган-лимон
«Жиган-лимон» — первый официальный студийный альбом российского автора и исполнителя песен в жанре «русский шансон» Михаила Круга.

## Об альбоме
Первый официальный альбом Михаила Круга был записан в 1993 году  на тверской студии звукозаписи «Лига», которая располагалась в ДК «Химволокно». Первый вариант альбома был выпущен на компакт-кассетах студии «Союз» в апреле 1994 года. Второй вариант 1994 года — на аудиокассетах Master Sound Records, а в 1995 году этой же фирмой альбом был выпущен на компакт-дисках. В 1995 году студией "Союз" альбом был переиздан на компакт-кассетах. Тогда же, в 1994 году, в альбом были добавлены 2 новые песни «Светочка» и «Не верю», а на компакт-кассетах была исключена песня «Катя». Осенью 2014 года альбом переиздавался также на виниловой пластинке, где песня «Катя» также отсутствовала.
...Все вышло довольно банально. Я тогда уже работал в студии «Лига». Валерий Гареев, основатель студии, предложил попробовать поработать над новым проектом. Я, если честно, никогда раньше не интересовался шансоном, не потому, что предвзято к жанру отношусь, а потому, что вся подобная музыка мимо меня как-то прошла. Первые вещи совместно делали с Мишей, Владом Савосиным и другими музыкантами из того состава. Потихоньку-помаленьку, я начал въезжать в жанр. Ребята помогали, объясняли, где попроще сыграть, не усложнять. Альбом родился очень спонтанно, ненатужно. Я иногда думаю, что «Жиган — лимон» имел успех, как раз вследствие того, что я не слушал до этого «блатняка». Получалось свое. Не копировалось, а именно создавалось. Соответственно, и Мишкин голос, мелодичность его вещей сыграли свою роль... 

Из интервью аранжировщика Игоря Бобылева,
Журнал Шансон — Вольная песня N6, 2009 год.
Альбом Михаила Круга «Жиган-лимон», стал поворотным в творческой деятельности певца. После выхода данного альбома, Михаил Круг и его группа «Попутчик» обрели большую популярность, и их стали активно звать на гастроли. Альбом фактически стал знаком вторжения Михаила Круга в российскую музыкально-поэтическую культуру.
Несмотря на околоуголовное название альбома, в нём были не только блатные произведения, но также и лирические, и иронические.
...«Жиган-лимон» не просто один из лучших альбомов русского шансона — это и правда пластинка, в которую вошли все грани этого жанра: тут и акустика, и ресторанные песни, и кабацкий шик, и блатная романтика, и дворовые трагедии, находится тут даже неожиданное место эмигрантскому духу в песне «Дороги». Редкий альбом жанра становится хорошим без аранжировщика (иногда, как в случае Шуфутинского и Токарева, ими становятся сами авторы), но не работавший до этого с шансоном Игорь Бобылев здесь превзошел многих. С ним лирика кажется самой проникновенной, а веселые песни — самыми бесшабашными...

Артём Макарский, «История русскоязычного шансона в его главных альбомах: От Высоцкого до Аигел»,
Афиша Daily 3 сентября 2020 года.
...Я написал эту песню, в то время, когда только-только достоянием гласности стали рэкет, братва, авторитеты, беспредел. Произошёл бурный всплеск «братковства», резкое вторжение в жизнь блатных нравов. Пацаны, особенно те, кто жил не в культурных центрах, почти поголовно хотели стать бандитами. Жиган у меня — молодой уличный хулиган, нередко — будущий преступник. Лимон — всем понятно, что это миллион. Так что сочетание «жиган-лимон» подразумевает хорошо одетого, современного молодого человека при немалых деньгах, ведущего блатной образ жизни и уважаемого в мире себе подобных... 

Михаил Круг о композиции «Жиган-лимон»,
Журнал «Телевик», № 3, январь 2002 года.

## Аннотация к альбому
Огромное спасибо за творческую помощь очаровательным тверичанкам: Оленьке Рываковой и Наташеньке Сишковой, Лёше Телешу и Лёше Лепону, а также всей тверской братве.М. Круг

## Список композиций
Автор песен Михаил Круг, кроме восьмой, где автор слов Александр Северов (Белолебединский).
1. «Электричка» (3:06)
2. «Девочка-пай» (4:17)
3. «Кольщик» (4:47)
4. «Дороги» (4:39)
5. «Фраер» (2:56)
6. «Добрая, глупая, давняя» (3:24)
7. «Кумовая» (2:56)
8. «Осенний дождь» (5:38)
9. «Не спалила, любила» (4:11)
10. «Катя» (3:50)
11. «Жиган-лимон» (2:53)
12. «А сечку жрите сами» (2:49)

## Участники записи
- Михаил Круг — вокал, автор песен
- Влад Савосин — баян[12].
- Валерий Гареев — гитара[13].
- Виктор Чилимов — скрипка
- Наталья Сысуева — вокал

## Выходные данные
- Фонограмма записана на тверской студии «Лига»
- Игорь Бобылёв — аранжировщик и звукорежиссёр
- Фото — Александр Крупко
- Директор исполнителя — Алексей Свиридов

## Факты
- За выпуск аудиокассет с альбомом «Жиган-лимон» от студии «Союз» Михаил не получил ни рубля, но за выход лазерных дисков с этим же альбомом получил три тысячи долларов ($3000), хотя затратил на запись намного больше.
- Над своей знаменитой композицией «Кольщик» Михаил Круг работал 3 года. Песня имела три разных варианта исполнения. Последний, и по мнению Круга, как самый удачный вариант и был записан на альбом[8][14]
- Автором стихов к песне «Осенний дождь» является Александр Северов, известный также, как тверской криминальный авторитет, вор в законе Саша Северный (прозвище «Север»). Вор в законе попросил исполнителя не упоминать его имени, в результате автором стихов был записан сам Круг[15][16].
- Блатные выражения для своих песен, Михаил Круг брал из словаря НКВД 1924 года для внутреннего пользования[17].
- Песня «Добрая, глупая, давняя» написана по мотивам лирики Михаила Шуфутинского[18].
- Альбом «Жиган-лимон» упоминается в песне Михаила Круга «Тверь»:

Черкасс с женою Светкой,
Бочтарь с чужой брюнеткой,
Её с Германии привёз себе Лепон,
Японец с пистолетом,
А Телеш с Яшей-греком
Под пиво слушают альбом «Жиган-лимон»…
- Своими любимыми песнями из альбома «Жиган-лимон», Михаил Круг считал «Катю» и «Кольщика»[20].
- Композиции «Жиган-лимон» и «Осенний дождь» впервые были представлены на сборнике «Москва златоглавая» в ноябре 1993 года.[21]